# Ghagga
Ghagga é uma cidade e uma nagar panchayat no distrito de Patiala, no estado indiano de Punjab.

## Demografia
Segundo o censo de 2001, Ghagga tinha uma população de 8212 habitantes. Os indivíduos do sexo masculino constituem 53% da população e os do sexo feminino 47%. Ghagga tem uma taxa de literacia de 49%, inferior à média nacional de 59.5%: a literacia no sexo masculino é de 56% e no sexo feminino é de 41%. Em Ghagga, 15% da população está abaixo dos 6 anos de idade.